# 栄浜駅
栄浜駅（さかえはまえき）は、かつて樺太豊栄郡栄浜村に存在した鉄道省樺太東線の駅である。

## 歴史
- 1913年（大正2年）12月2日 - 樺太庁鉄道小谷駅 - 当駅間(16.4km)延伸開業。泊栄線と称する。当時日本最北端の駅であった[1]。
- 1914年（大正3年）4月10日 - 栄浜海岸支線（貨物線）として当駅 - 栄浜海岸荷扱所間1.8kmが延伸開業[1]。
- 1941年（昭和16年）4月1日 - 樺太鉄道の国有化による路線再編により、東海岸線の支線の駅となる。
- 1943年（昭和18年）4月1日 - 南樺太の内地化により、鉄道省（国有鉄道）に編入。
- 1945年（昭和20年）8月 - ソ連軍が南樺太へ侵攻、占領し、駅も含め全線がソ連軍に接収される。
- 1946年（昭和21年）
  - 2月1日 - 日本の国有鉄道の駅としては書類上廃止。
  - 4月1日 - ソ連国鉄に編入。ロシア語駅名は「スタロドゥープスコエ サハリンスコエ」。
- 1995年（平成7年）- 廃止される。

## 運行状況
- 落合駅との間に1日6往復運転されていた。

## 駅周辺
- 栄浜村役場

## その他
1923年、宮沢賢治が亡くなった妹（宮沢トシ）の魂との交流を求めて当時日本最北端であったこの駅を訪れたことでも一部に知られている。

## 隣の駅
鉄道省樺太鉄道局
樺太東線
落合駅 - 栄浜駅 - 栄浜海岸駅（貨物駅）